# Liste der Biografien/Tod
Liste der Biografien |
Portal Biografien |
Personensuche
# |
A |
B |
C |
D |
E |
F |
G |
H |
I |
J |
K |
L |
M |
N |
O |
P |
Q |
R |
S |
T |
U |
V |
W |
X |
Y |
Z |
?
 
Ta |
Tc |
Te |
Tf |
Tg |
Th |
Ti |
Tj |
Tk |
Tl |
Tm |
To |
Tq |
Tr |
Ts |
Tu |
Tv |
Tw |
Tx |
Ty |
Tz
 
Toa |
Tob |
Toc |
Tod |
Toe |
Tof |
Tog |
Toh |
Toi |
Toj |
Tok |
Tol |
Tom |
Ton |
Too |
Top |
Toq |
Tor |
Tos |
Tot |
Tou |
Tov |
Tow |
Tox |
Toy |
Toz
Die Liste der Biografien führt alle Personen auf, die in der deutschsprachigen Wikipedia einen Artikel haben. Dieses ist eine Teilliste mit 243 Einträgen von Personen, deren Namen mit den Buchstaben „Tod“ beginnt.

## Tod
- Tod, David (1805–1868), US-amerikanischer Politiker
- Tod, Giles (1914–1995), US-amerikanischer Schriftsteller und Autor
- Tod, Isabella (1836–1896), britische Frauenrechtlerin
- Tod, John (1779–1830), US-amerikanischer Jurist und Politiker
- Tod, Malcolm (1897–1968), britischer Schauspieler mit moderater Karriere beim heimischen und kontinentalen Stummfilm
- Tod, Marcus Niebuhr (1878–1974), britischer Epigraphiker

### Toda
- Toda i Güell, Eduard (1854–1941), spanischer Diplomat
- Toda, Akira (* 1951), japanischer Komponist
- Toda, Hiroshi (* 1928), japanischer Mathematiker
- Toda, Hisako, japanische Badmintonspielerin
- Toda, Jōsei (1900–1958), japanischer Pädagoge und Verleger, Mitbegründer und zweiter Präsident der Soka GakkaiToda Jōsei (1900–1958)

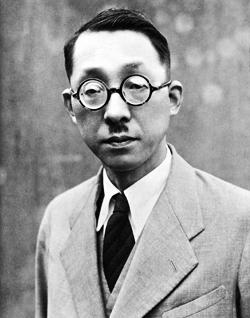
Toda Jōsei (1900–1958)

- Toda, Kazuyuki (* 1977), japanischer Fußballspieler
- Toda, Masaki (* 1993), japanischer Mittelstreckenläufer
- Toda, Mitsuhiro (* 1977), japanischer Fußballspieler
- Toda, Morikazu (1917–2010), japanischer Physiker
- Toda, Mosui (1629–1706), japanischer Dichter
- Toda, Noriko (* 1965), japanische Eisschnellläuferin
- Toda, Seinosuke (* 1959), japanischer Informatiker
- Toda, Takayoshi (* 1979), japanischer Fußballspieler
- Toda, Teizō (1887–1955), japanischer Soziologe
- Toda, Teófilo (* 1936), peruanischer Radrennfahrer
- Toda, Toshi, japanisch-US-amerikanischer Schauspieler und Synchronsprecher
- Todaka, Hideki (* 1973), japanischer Boxer im Superfliegengewicht
- Todaka, Hiroki (* 1991), japanischer Fußballspieler
- Todar Mal († 1586), indischer Finanzminister Akbars
- Todaro, Antonio (1929–1994), argentinischer Tanzlehrer
- Todaro, Joseph Jr., US-amerikanischer Mafioso
- Todaro, Salvatore (1908–1942), italienischer Marineoffizier und U-Boot-KommandantSalvatore Todaro (1908–1942)

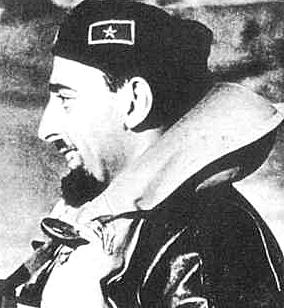
Salvatore Todaro (1908–1942)

### Todd
- Todd, Adrian (* 1994), botswanischer Schwimmer
- Todd, Albert M. (1850–1931), US-amerikanischer Politiker
- Todd, Alexander Robertus (1907–1997), britischer Chemiker, Träger des Nobelpreises für Chemie
- Todd, Amanda (1996–2012), kanadische Schülerin
- Todd, Andrew L. (1872–1945), US-amerikanischer Politiker
- Todd, Andy (* 1974), englischer Fußballspieler
- Todd, Ann (1907–1993), britische Schauspielerin
- Todd, Ann E. (1931–2020), US-amerikanische Kinderdarstellerin
- Todd, Anna (* 1989), US-amerikanische SchriftstellerinAnna Todd (* 1989)

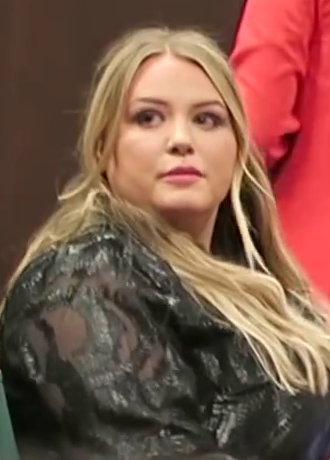
Anna Todd (* 1989)

- Todd, Barbara Euphan (1890–1976), britische Schriftstellerin
- Todd, Beverly (* 1946), US-amerikanische Schauspielerin
- Todd, Bobby (1904–1980), deutscher Schauspieler und Kabarettist
- Todd, Cameron (* 1994), australischer Eishockeyspieler
- Todd, Cecilia (* 1951), venezolanische Sängerin und Liedermacherin
- Todd, Charles (1826–1910), britischer Pionier der Telegraphentechnik und Astronom
- Todd, Charles Stewart (1791–1871), US-amerikanischer Offizier und Politiker
- Todd, Chuck (* 1972), US-amerikanischer Journalist und Fernsehmoderator
- Todd, Colin (* 1948), englischer Fußballspieler und -trainer
- Todd, Daine (* 1987), kanadischer Eishockeyspieler
- Todd, David Peck (1855–1939), US-amerikanischer Astronom
- Todd, E. Lilian (1865–1937), US-amerikanische Erfinderin
- Todd, Emmanuel (* 1951), französischer Anthropologe, Demograph und HistorikerEmmanuel Todd (* 1951)

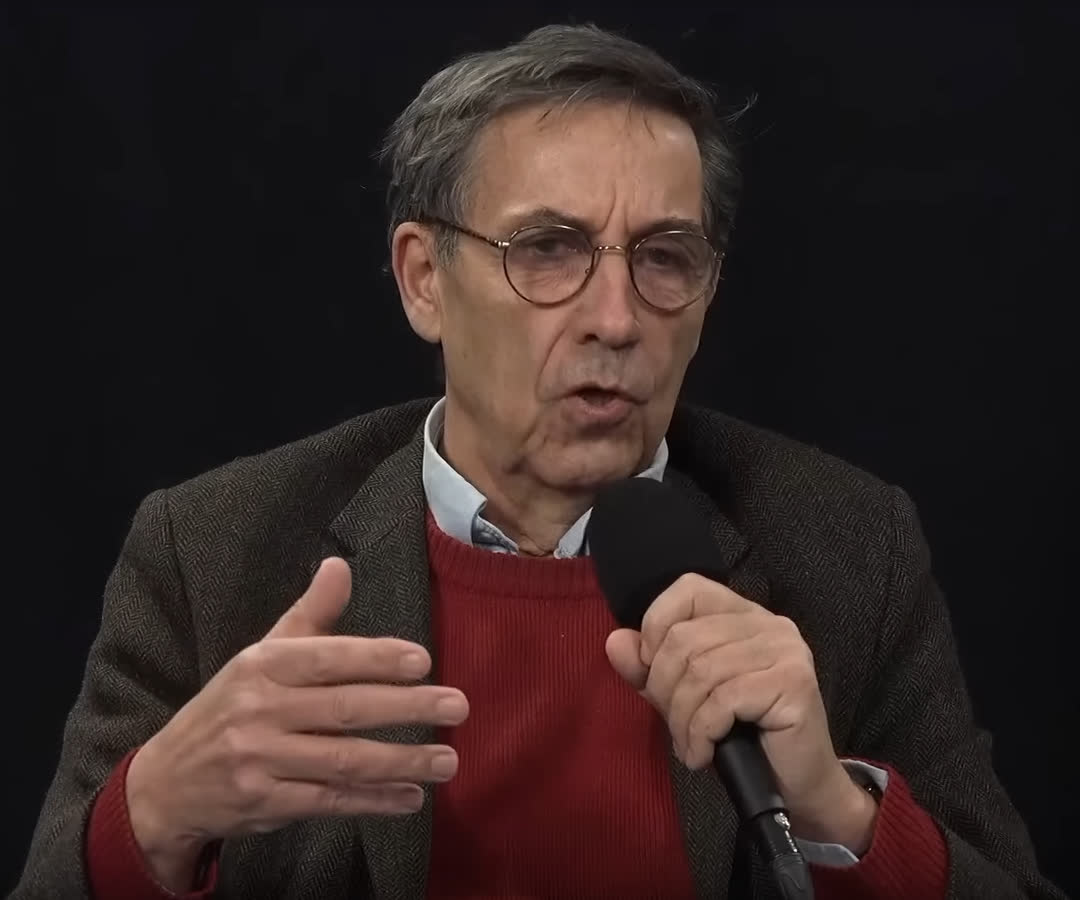
Emmanuel Todd (* 1951)

- Todd, Garfield (1908–2002), rhodesischer und simbabwischer Politiker, Premierminister Südrhodesiens
- Todd, Gary (* 1944), US-amerikanischer Jazzmusiker
- Todd, Hallie (* 1962), US-amerikanische Schauspielerin
- Todd, Harry (1863–1935), US-amerikanischer Schauspieler
- Todd, Henry Alfred (1854–1925), US-amerikanischer Romanist
- Todd, Janet (* 1942), britische Sachbuchautorin
- Todd, Jasmine (* 1993), US-amerikanische Sprinterin und Weitspringerin
- Todd, Jennifer (* 1969), US-amerikanische Film- und Fernsehproduzentin
- Todd, Jennifer (* 1985), US-amerikanische Volleyballspielerin
- Todd, John (1911–2007), britischer Mathematiker
- Todd, John Arthur (1908–1994), britischer Mathematiker
- Todd, John Blair Smith (1814–1872), US-amerikanischer Politiker
- Todd, Kate (* 1987), kanadische Schauspielerin
- Todd, Kendra (* 1978), US-amerikanische Gewinnerin der dritten Season von The Apprentice und Fernsehmoderatorin
- Todd, Kevin (* 1968), kanadischer Eishockeyspieler
- Todd, Lee (* 1972), englischer Fußballspieler
- Todd, Lemuel (1817–1891), US-amerikanischer Politiker
- Todd, Lola (1904–1995), US-amerikanische Schauspielerin
- Todd, Malcolm (1939–2013), britischer Historiker und Archäologe
- Todd, Mark (* 1956), neuseeländischer Vielseitigkeitsreiter und Pferdezüchter
- Todd, Matt (* 1988), neuseeländischer Rugby-Union-Spieler
- Todd, Matty (* 2001), schottischer Fußballtorwart
- Todd, Michael (1909–1958), amerikanischer FilmproduzentMichael Todd (1909–1958)

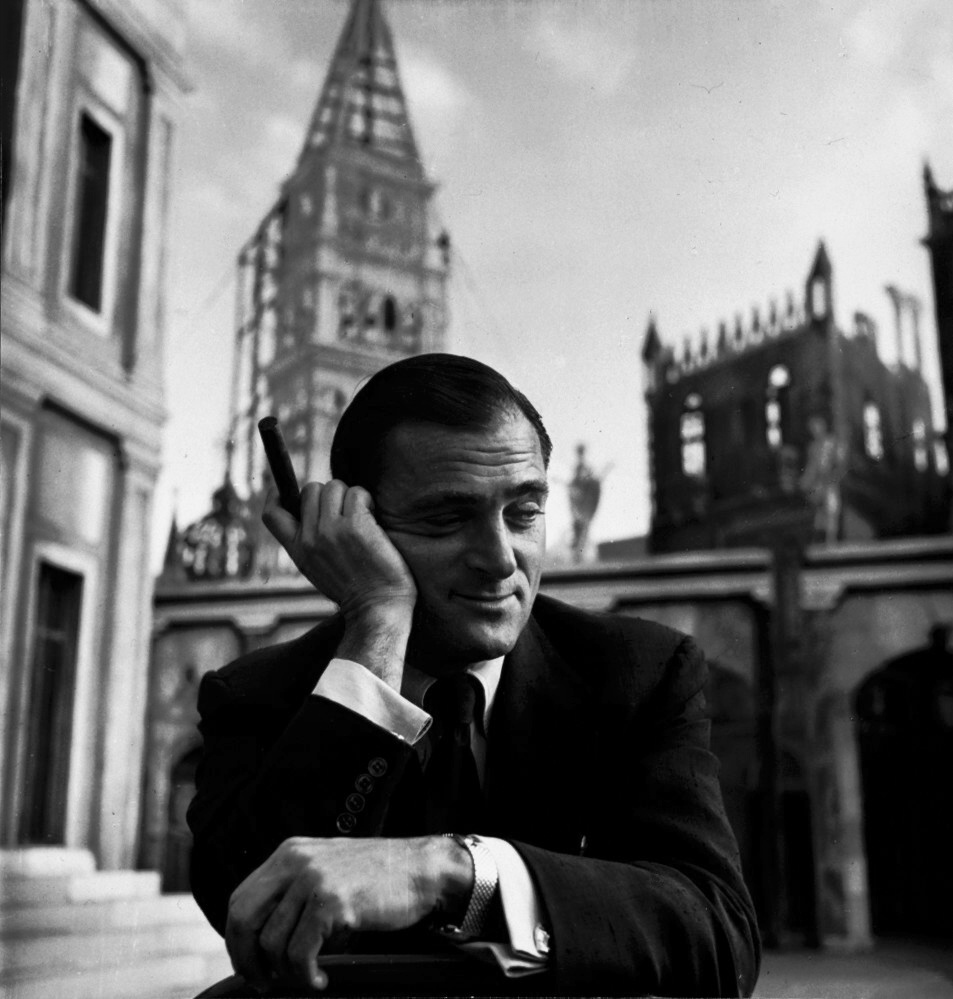
Michael Todd (1909–1958)

- Todd, Michael Jeremy (* 1947), britischer Mathematiker
- Todd, Nikki (* 1990), kanadische Squashspielerin
- Todd, Patricia (1922–2015), US-amerikanische Tennisspielerin
- Todd, Patricia (* 1955), US-amerikanische Politikerin der Demokratischen Partei
- Todd, Paul, britischer Gitarrist
- Todd, Paul H. (1921–2008), US-amerikanischer Politiker
- Todd, Peter (* 1962), französischer Wirtschaftswissenschaftler
- Todd, Phil (* 1956), britischer Jazzmusiker
- Todd, Ralph (1856–1932), englischer Maler des Spätimpressionismus
- Todd, Richard (1919–2009), britischer Schauspieler irischer AbstammungRichard Todd (1919–2009)

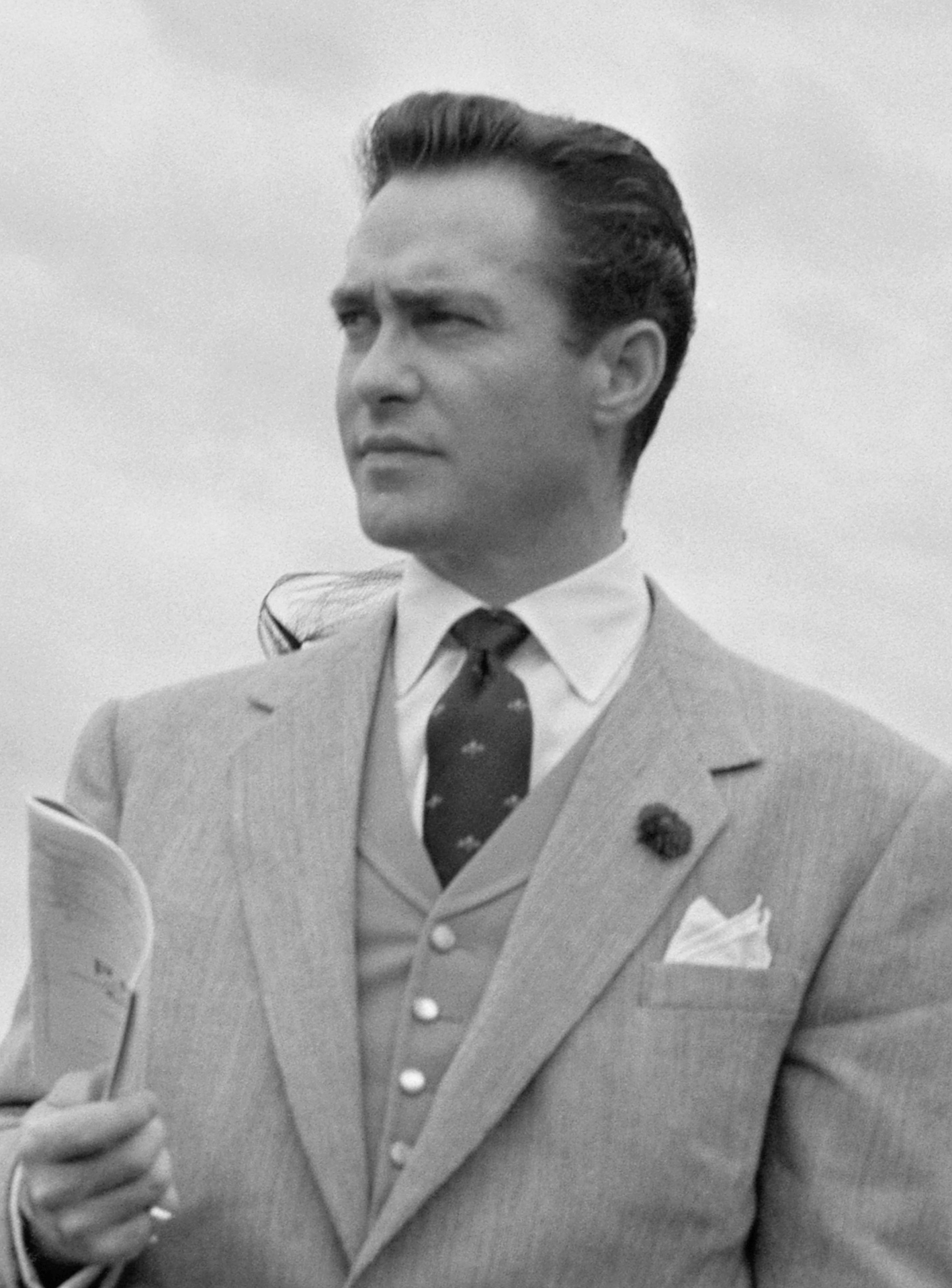
Richard Todd (1919–2009)

- Todd, Robert Bentley (1809–1860), irischer Physiologe und Pathologe
- Todd, Roman (* 1985), US-amerikanischer Pornodarsteller
- Todd, Ron (1927–2005), britischer Gewerkschaftsfunktionär
- Todd, Russell (* 1958), US-amerikanischer Schauspieler
- Todd, Sam (* 2003), englischer Squashspieler
- Todd, Sherman (1904–1979), US-amerikanischer Filmeditor
- Todd, Sonia (* 1959), australische Schauspielerin
- Todd, Steven (* 1980), deutscher Bodybuilder
- Todd, Sugar (* 1990), US-amerikanische Eisschnellläuferin
- Todd, Susan (* 1960), US-amerikanische Filmproduzentin und Regisseurin
- Todd, Suzanne, US-amerikanische Filmproduzentin
- Todd, Thelma (1906–1935), US-amerikanische Schauspielerin
- Todd, Thomas (1765–1826), US-amerikanischer Jurist
- Todd, Tony (1954–2024), US-amerikanischer SchauspielerTony Todd (1954–2024)

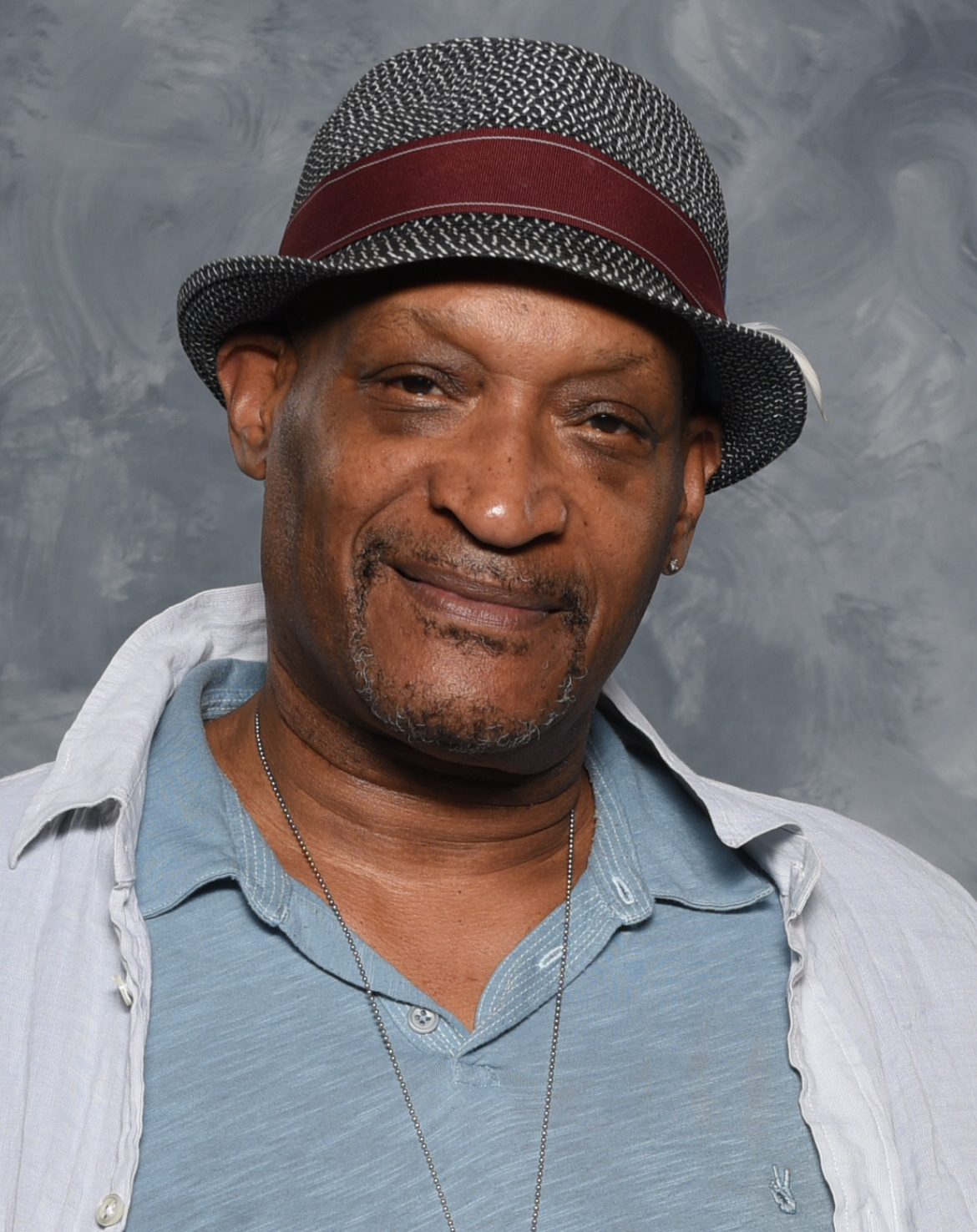
Tony Todd (1954–2024)

- Todd, W. Russell (1928–2023), US-amerikanischer Offizier, Generalleutnant der US-Army
- Todd, Walter Edmond Clyde (1874–1969), US-amerikanischer Ornithologe
- Todd, Will (* 1970), englischer Komponist klassischer Musik and Pianist

### Tode
- Tode, Alfred (1900–1996), deutscher Prähistoriker
- Tode, Arne (* 1985), deutscher Motorradrennfahrer
- Tode, Christoph (1515–1579), deutscher Politiker, Bürgermeister von Lübeck
- Tode, Ernst Friedrich (1859–1932), deutschbaltischer Künstler und Schriftsteller
- Tode, Hans-Jürgen (* 1957), deutscher Kanute und Kanutrainer
- Tode, Heinrich Julius (1733–1797), deutscher Theologe, Pädagoge, Dichter, Mykologe, Architekt und Zeichner
- Tode, Johann Clemens (1736–1806), deutsch-dänischer Mediziner und Hochschullehrer
- Tode, Sven (* 1964), deutscher Historiker und Politiker (SPD), MdHB
- Todea, Alexandru (1912–2002), rumänischer Kardinal der römisch-katholischen Kirche und Erzbischof von Făgăraș
- Todea, Cristian (* 1978), rumänischer Fußballspieler
- Todebusch, Jürgen (* 1944), deutscher Fußballspieler
- Todenhagen, Minna (1880–1950), deutsche Sozialpolitikerin
- Todenhöfer, Gerhard (1913–1973), deutscher Diplomat, nationalsozialistischer Studentenfunktionär, Manager
- Todenhöfer, Jürgen (* 1940), deutscher Politiker (CDU), MdB, Autor und ManagerJürgen Todenhöfer (* 1940)

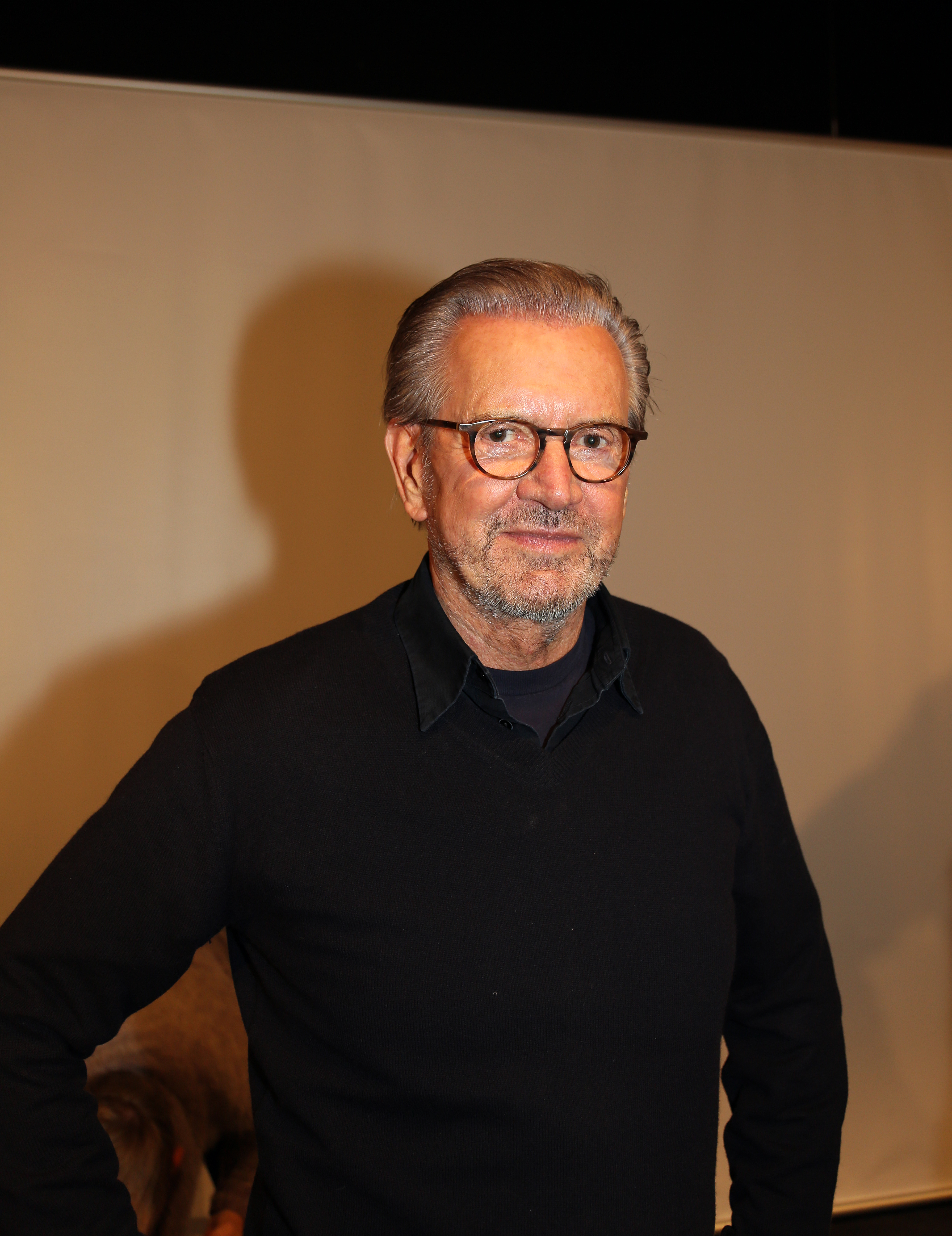
Jürgen Todenhöfer (* 1940)

- Todenwarth, Anton Wolff von (1592–1641), Kanzler in der Landgrafschaft Hessen-Darmstadt
- Todenwarth, Friedrich Conrad Wolff von und zu (1735–1809), Hessen-Kasseler Offizier
- Todenwarth, Johann Jakob Wolff von (1585–1657), Gesandter der Reichsstadt Regensburg beim Westfälischen Friedenskongress in Münster und Osnabrück
- Toderi, Grazia (* 1963), italienische Videokünstlerin
- Todeschini, Bruno (* 1962), Schweizer Schauspieler
- Todesco, Eduard von (1814–1887), österreichischer Unternehmer, Bankier, Philanthrop
- Todesco, Moritz von (1816–1873), österreichischer Unternehmer, Bankier, Kunstmäzen
- Todesco, Sophie von (1825–1895), Salonnière der Wiener Ringstraßenepoche
- Todeskino, Peter (* 1958), deutscher Jurist und Kommunalpolitiker (Bündnis 90/Die Grünen)
- Todevska, Tamara (* 1985), nordmazedonische Pop-Sängerin
- Todew, Blagoj (* 2001), bulgarischer Biathlet

### Todh
- Todhunter, Chad (* 1976), kanadisch-US-amerikanischer Schauspieler
- Todhunter, Isaac (1820–1884), britischer Mathematiker und Mathematikhistoriker

### Todi
- Todi, Luísa (1753–1833), portugiesische Opernsängerin
- Todibo, Jean-Clair (* 1999), französischer FußballspielerJean-Clair Todibo (* 1999)

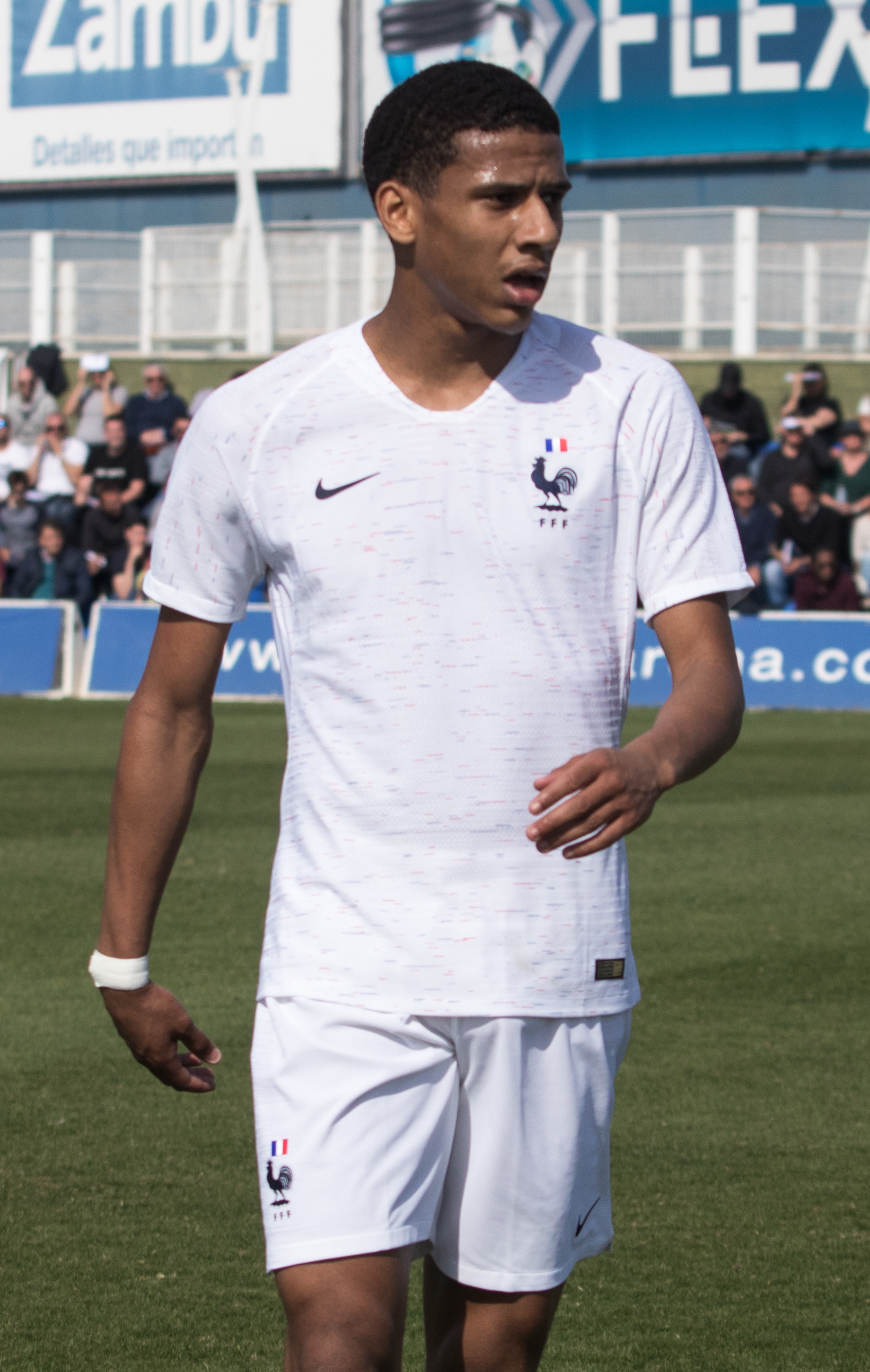
Jean-Clair Todibo (* 1999)

- Todini, Michele († 1690), italienischer Musikinstrumentenbauer und Musiker
- Todisco, Enzo (* 1980), italienischer Fußballspieler
- Todisco, Gianfranco (* 1946), italienischer Ordensgeistlicher, emeritierter römisch-katholischer Bischof von Melfi-Rapolla-Venosa
- Todisco, Salvatore (1961–1990), italienischer Boxer
- Todisco, Settimio (1924–2025), italienischer Geistlicher, römisch-katholischer Erzbischof von Brindisi-Ostuni
- Todisco, Vincenzo (* 1964), Schweizer Schriftsteller
- Todiwala, Cyrus (* 1956), indischer Koch, Fernsehkoch, Gastronom und Kochverfasser

### Todl
- Tödling, Othmar (1921–2014), österreichischer Landwirt, Unternehmer und Politiker (ÖVP), Abgeordneter zum Nationalrat und Bürgermeister

### Todm
- Todman, Mario (* 1974), Leichtathlet der Britischen Jungferninseln
- Todman, Terence (1926–2014), US-amerikanischer Diplomat
- Todman, Willis (* 1966), Leichtathlet der Britischen Jungferninseln

### Todo
- Tōdō Heisuke (1844–1867), Kapitän einer japanischen Schutztruppe
- Tōdō, Shizuko (* 1949), japanische Schriftstellerin
- Tōdō, Takatora (1556–1630), japanischer Fürst
- Todoni, Anca (* 2004), rumänische Tennisspielerin
- Todor Swetoslaw († 1322), Zar von Bulgarien
- Todoran, Dinu (* 1978), rumänischer Fußballspieler
- Todorčević, Miodrag (* 1940), spanischer Schachspieler jugoslawischer Herkunft
- Todorčević, Stevo (* 1955), serbisch-kanadischer Mathematiker
- Todorenko, Rehina (* 1990), ukrainische Sängerin sowie TV-Moderatorin
- Todorić, Ivica (* 1951), kroatischer Geschäftsmann
- Todoroki, Kenjirō (* 1975), japanischer Segler
- Todoroski, Andrej (* 1999), mazedonischer Fußballspieler
- Todorov, Andrey (1948–2012), bulgarischer Mathematiker
- Todorov, Dimitri (* 1947), österreichischer Bankräuber und Geiselnehmer
- Todorov, Ivica (* 1950), serbisch-französischer Fußballtrainer
- Todorov, Tzvetan (1939–2017), bulgarisch-französischer Schriftsteller und LiteraturwissenschaftlerTzvetan Todorov (1939–2017)

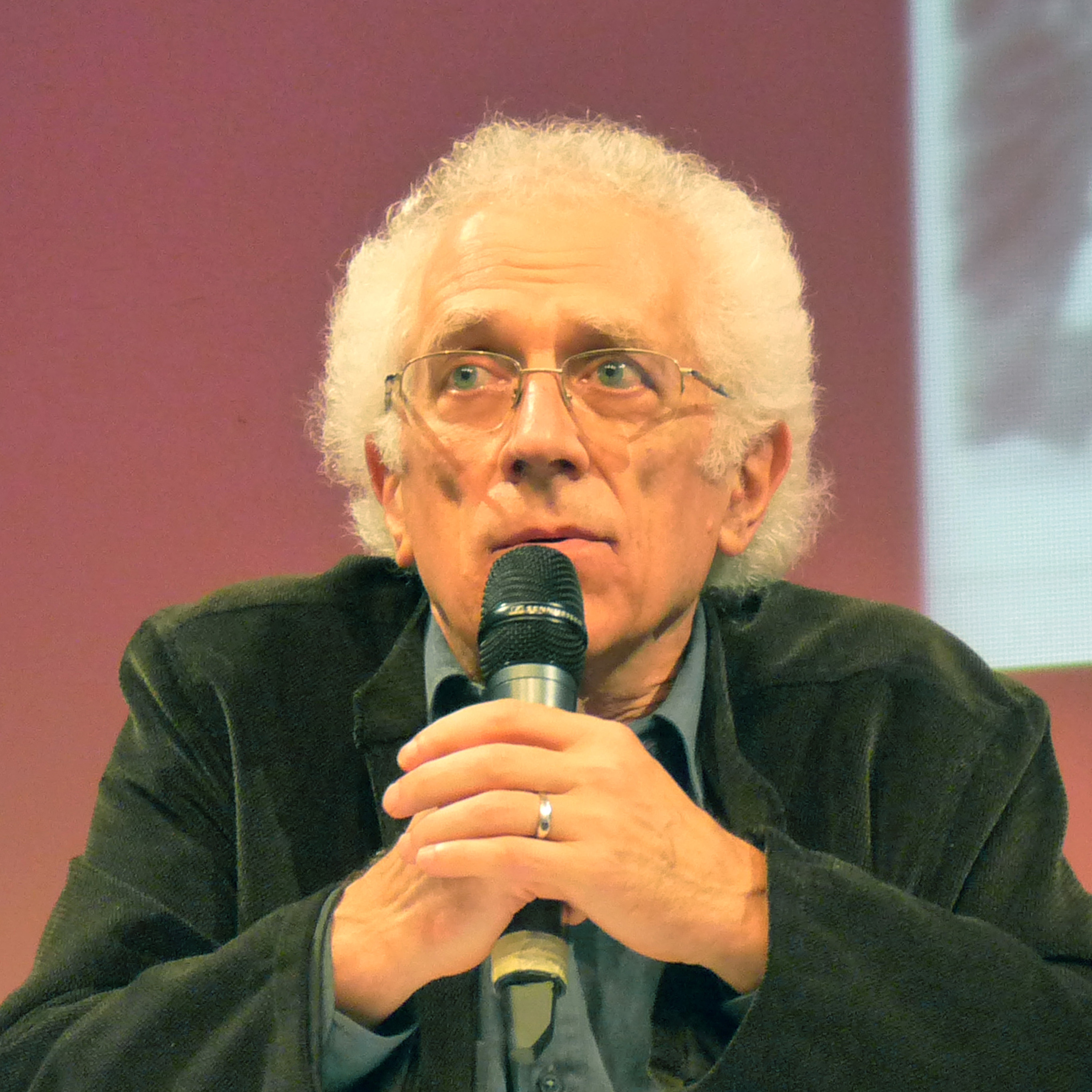
Tzvetan Todorov (1939–2017)

- Todorova, Maria (* 1949), bulgarische Historikerin, Balkanologe und Dozentin
- Todorović, Aleksa (1899–1990), orthodoxer Militärgeistlicher
- Todorović, Bora (1930–2014), serbischer Schauspieler
- Todorović, Dana (* 1977), serbische Schriftstellerin und Schauspielerin
- Todorović, Darko (* 1997), bosnischer Fußballspieler
- Todorović, Dennis (* 1977), deutscher Regisseur, Drehbuchautor und Produzent
- Todorović, Dragan (* 1952), serbischer Politiker der Serbischen Radikalen Partei (SRS)
- Todorović, Mica (1900–1981), jugoslawische Malerin
- Todorović, Milica (* 1990), serbische Turbo-Folk- und Pop-Sängerin
- Todorović, Rade (* 1974), serbischer Fußballspieler
- Todorovic, Sandi, US-amerikanischer Schauspieler und Filmproduzent
- Todorović, Srđan (* 1965), serbischer Schauspieler und Musiker
- Todorovic, Todor (* 1951), Musiker
- Todorović, Vojo (1914–1990), jugoslawischer Soldat
- Todorovich, Zoran (* 1961), deutscher Opernsänger und Opernregisseur
- Todorovska, Viktorija (* 2000), nordmazedonische Skilangläuferin
- Todorovski, Aleksandar (* 1984), mazedonischer Fußballspieler
- Todorovski, Gane (1929–2010), jugoslawischer bzw. nordmazedonischer Literaturwissenschaftler und Diplomat
- Todorow, Almut (* 1939), deutsche Hochschullehrerin und Literaturwissenschaftlerin
- Todorow, Enju (1943–2022), bulgarischer Ringer
- Todorow, Georgi (* 1952), bulgarischer Gewichtheber
- Todorow, Georgi (* 1960), bulgarischer Kugelstoßer
- Todorow, Jordan (* 1946), bulgarischer Sprinter
- Todorow, Kitodar (* 1974), bulgarischer Schauspieler und Synchronsprecher
- Todorow, Najden (* 1974), bulgarischer Dirigent
- Todorow, Nikolaj (1921–2003), bulgarischer Historiker und Politiker
- Todorow, Petko (1879–1916), bulgarischer Schriftsteller
- Todorow, Serafim (* 1969), bulgarischer Boxer
- Todorow, Stanko (1920–1996), bulgarischer Politiker und Minister-, Parlaments- und Staatspräsident
- Todorow, Swetoslaw (* 1978), bulgarischer Fußballspieler
- Todorow, Teodor (* 1989), bulgarischer Volleyballspieler
- Todorow, Zeno (1877–1953), bulgarischer Maler
- Todorowa, Eliza (* 1977), bulgarische Musikerin
- Todorowa, Henrieta (1933–2015), bulgarische Prähistorikerin
- Todorowa, Krisija (* 2004), bulgarische Sängerin
- Todorowa, Milena (* 1998), bulgarische Biathletin
- Todorowa, Mira (* 1994), bulgarische Volleyballspielerin
- Todorowa, Polina (* 1997), bulgarische Mittelstreckenläuferin
- Todorowa, Rita (* 1958), bulgarische Ruderin
- Todorowski, Pjotr Jefimowitsch (1925–2013), russischer Regisseur, Drehbuchautor und Filmkomponist
- Todorski, Simon (1701–1754), ukrainischer Theologe, Philologe und Übersetzer sowie Erzbischof der Russisch-orthodoxen Kirche
- Todosey, Jordan (* 1995), kanadische Schauspielerin
- Todosijevic, Sasa (* 1980), schwedischer Handballspieler

### Todr
- Todrija, Silwestr Jassewitsch (1880–1936), georgisch-sowjetischer Revolutionär und Politiker

### Tods
- Todsapol Karnplook (* 1980), thailändischer Fußballspieler
- Todsapol Lated (* 1989), thailändischer Fußballspieler
- Todsaporn Sri-reung (* 1990), thailändischer Fußballspieler
- Todsaporn Tengratanaprasert (* 1996), thailändischer Fußballspieler
- Todsen, Hermann Bendix (1864–1946), Oberbürgermeister von Flensburg (1899–1930)
- Todsen-Reese, Herlich Marie (* 1952), deutsche Politikerin (CDU), MdL
- Todsharow, Martin (* 1967), deutscher Filmmusik-Komponist, Musiker und Produzent

### Todt
- Todt, Alfred (1905–1961), deutscher Landrat
- Todt, August (1833–1900), deutscher Organist und Komponist
- Todt, Bernhard (1829–1891), deutscher Altphilologe und Gymnasiallehrer, Schulrat in Hannover und Magdeburg
- Todt, Carl Gotthelf (1803–1852), deutscher Jurist und Politiker, MdL (Königreich Sachsen), Mitglied des Siebzehnerausschusses
- Todt, Dietmar (* 1935), deutscher Zoologe und Hochschullehrer
- Todt, Fritz (1891–1942), deutscher Reichsminister während der Zeit des NationalsozialismusFritz Todt (1891–1942)

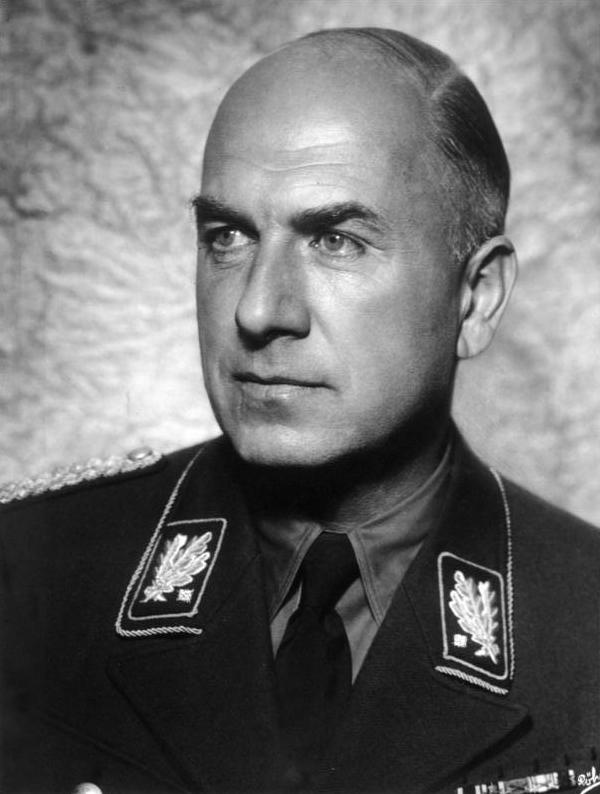
Fritz Todt (1891–1942)

- Tödt, Fritz (1897–1984), deutscher Zuckertechnologe
- Todt, Günther (1928–2009), deutscher Marinemaler
- Todt, Hans, kursächsischer Beamter
- Tödt, Heinz Eduard (1918–1991), deutscher evangelischer Theologe
- Todt, Herbert (1911–2003), deutscher unitarischer Pfarrer
- Todt, Horst (* 1935), deutscher Neuropädiater und Epileptologe
- Todt, Jean (* 1946), französischer Rennfahrer und Formel-1-Teamchef
- Todt, Jens (* 1970), deutscher Fußballspieler und Journalist
- Todt, Klaus-Peter (* 1956), deutscher Byzantinist und Hochschullehrer
- Todt, Max (1847–1890), deutscher Historien- und Genremaler
- Todt, Reinhard (1949–2025), österreichischer Politiker (SPÖ), Bundesrat
- Todt, Rudolf (1839–1887), evangelischer Pfarrer in der Mark Brandenburg
- Todt, Walter (1880–1945), deutscher Kolonialbeamter und Rechtsanwalt
- Tödte, Bernd (* 1944), deutscher Ingenieur, Vizepräsident des Bundespatentgerichts (2004–2009)
- Todte, Mario (* 1968), deutscher Historiker und Autor
- Todten, Jacqueline (* 1954), deutsche Leichtathletin und Olympiamedaillengewinnerin
- Todtenhaupt, Friedrich Ernst (1873–1919), deutscher Chemiker
- Todtenhausen, Manfred (* 1950), deutscher Politiker (FDP), MdB
- Tödter, Bernd (* 1974), deutscher Neonazi
- Tödter, Gun-Britt (* 1967), deutsche Autorin von Fantasy-Romanen
- Tödter, Hans (1982–2019), deutscher gehörloser Sportler (Tennis)
- Tödtling, Joe (* 1979), österreichischer Stuntman, Stunt-Koordinator und Schauspieler
- Tödtling-Musenbichler, Nora (* 1983), Direktorin der Caritas SteiermarkNora Tödtling-Musenbichler (* 1983)

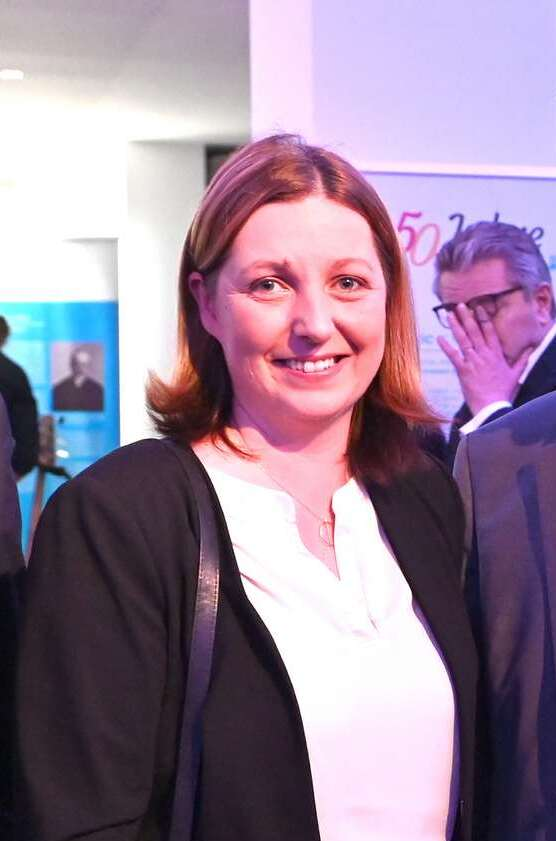
Nora Tödtling-Musenbichler (* 1983)

- Todtmann, Heinz (* 1908), deutscher Journalist und NS-Kollaborateur
- Tödtmann, Wilhelm (1893–1963), deutscher Politiker (NSDAP)

### Todu
- Todua, Natia (* 1996), georgische Sängerin
- Toduschek, Alois (* 1885), österreichischer Ringer
- Toduță, Sigismund (1908–1991), rumänischer Komponist, Musikwissenschaftler und Lehrer

### Todz
- Todzi, Kim (* 1981), deutscher Historiker
- Todzi, Ralf (* 1955), deutscher Fußballspieler